# Micrelenchus caelatus elongatus
Micrelenchus caelatus elongatus es una subespecie de molusco gasterópodo de la familia Trochidae. 

## Distribución geográfica
Se encuentra solo en el área del   Estrecho de Cook en  Nueva Zelanda.